# Bactrocera latilineola
Bactrocera latilineola
 es una especie de díptero que Drew y Albany Hancock describieron por primera vez en 1994. Bactrocera latilineola pertenece al género Bactrocera de la familia Tephritidae.  